# Cascade (Seychellen)
Cascade is een administratief district van de Seychellen op het eiland Mahé, het hoofdeiland van de eilandstaat de Seychellen. Het district kreeg de naam van een waterval in de Cascade-rivier. Het ligt aan de oostkust van het eiland en heeft een oppervlakte van zo'n tien vierkante kilometer. Bij de volkstelling van 2002 werden ruim 3400 inwoners geteld.